# Styles P
Styles P (справжнє ім'я: Девід Стайлз; нар. 28 листопада 1974, округ Квінз, Нью-Йорк, США) — американський репер.
Народився 28 листопада 1974 р. в нью-йоркському районі Квінс у сім'ї американця і африканки. Стайлс Пі є членом хіп-хоп групи The Lox, в яку окрім нього входять Джадакісс (англ. Jadakiss) і Шік Луч (англ. Sheek Louch). Пісні Стайлса Пі відомі їх відвертістю і гучними заявами в них.

## Музична кар'єра
Дитинство Стайлс Пі провів в Йонкерсі, невеликому містечку в південно-східній частині штату Нью-Йорк. По сусідству з ним жили Джадакісс і Шік, разом з якими в 1994 р. він починає свою реп-кар'єру. Вони утворюють групу «The Lox», підписали контракт із звукозаписним лейблом «Bad Boy Records» і записують пісні з Notorious B.I.G., P.Diddy і Дареном Блекберном (англ. Darren Blackburn). У 1998 р. «The Lox» випускає свій перший альбом, названий «Money, Power & Respect» («Гроші, Влада і Пошана»). Хітом цього альбому був пісня «Money, Power, Respect», записана спільно з Lil' Kim і DMX. Проте незабаром Стайлс Пі, у пошуках більшого заробітку, змушує членів групи «The Lox» вийти з «Bad Boy Records» і підписує контракт з Ruff Ryders та Interscope. У складі «Ruff Ryders» на світ з'являються другий альбом «The Lox» «We Are The Streets» і перший сольний альбом Джадакісс «Kiss Tha Game Goodbye».
У 2002 р. Стайлс випускає свій дебютний сольний альбом «A Gangster and а Gentleman». Хітами були сингли «The Life» і «Good Times (I Get High)», присвячений курінню марихуани.
У 2003, Стайлс Пі і Джадакісс записують пісню «Some Niggas» для мікстейпа «Oz Soundtrack», що розповідає про життя за ґратами. Серед інших пісень цього мікстейпа, пісня «Some Niggas» була однією з найжорстокіших і таких, що найбільш запам'яталися на вулицях.
У 2004, Стайлс Пі випускає мікстейп «Ghost Stories», розрахований для розповсюдженню лише в Нью-Йорку. Проте вже до наступного року цей мікстейп можна було знайти в інших містах і в інтернеті. Хітом стала пісня «Locked Up», записана спільно з R&b-виконавцем Akon.
У 2005, Стайлс Пі випускає два інших автономних мікстейпа: «Ghost in the Shell» навесні і «Ghost in the Machine» восени.
Пісні, записані спільно із Стайлсом Пі, можна почути на альбомах Ghostface Killah, Jadakiss, Miri Ben-ari, Akon i DMX.

## Дискографія
- «A Gangster and а Gentleman» (2002)
- «Time Is Money» (2006)
- «Super Gangster, Extraordinary Gentleman» (4 грудня, 2007)
- «The Green Ghost Project» (with DJ Green Lantern) (2010)

### Мікстейпи
- Big Mike & Supa Mario — Ghost Stories: The World According To P
- Big Mike & Supa Mario — Ghost In The Shell
- Big Mike & Supa Mario — Ghost In The Machine
- Big Mike & Poobs — The Phantom
- Big Mike — The Phantom Menace
- Pop-Off Productions & Styles P. — Rise Of The Phantom
- DJ Diggz & DJ Rated R — Why I'm the Hardest
- DJ Whiteowl — The Ghost Story
- DJ Trigga — Best of Styles P Freestyles
- DJ Capone — Bullets and Gunsmoke
- Kochece — Do You Believe in Ghosts series
- Independence
- The Ghost Sessions
- DJ Lennox — Ghost Muzik
- DJ Drama & Don Cannon — The Ghost That Sat By The Door
- Big Mike, Dj Thoro & Styles P. — Addicted To The Game Vol. 7